# DSA-130
La DSA-130 es una carretera perteneciente a la Red Primaria de la Diputación Provincial de Salamanca que une la carretera CL-510 con la localidad de Armenteros.

## Recorrido
La carretera DSA-130 tiene su origen en Alba de Tormes en la intersección con la carretera CL-510 y termina en la intersección con la carretera DSA-160 en Armenteros formando parte de la Red de carreteras de Salamanca.
Además de estas localidades, también pasa por Galisancho, Santa Inés, y Galinduste.
| Alba de Tormes (Intersección con ) - Armenteros (Intersección con ) | Alba de Tormes (Intersección con ) - Armenteros (Intersección con ) | Alba de Tormes (Intersección con ) - Armenteros (Intersección con ) | Alba de Tormes (Intersección con ) - Armenteros (Intersección con ) | Alba de Tormes (Intersección con ) - Armenteros (Intersección con ) | Alba de Tormes (Intersección con ) - Armenteros (Intersección con ) | Alba de Tormes (Intersección con ) - Armenteros (Intersección con ) | Alba de Tormes (Intersección con ) - Armenteros (Intersección con ) | Alba de Tormes (Intersección con ) - Armenteros (Intersección con ) | Alba de Tormes (Intersección con ) - Armenteros (Intersección con ) | Alba de Tormes (Intersección con ) - Armenteros (Intersección con ) |
| Esquema                                                             | PK                                                                  | Sentido Armenteros                                                  | Sentido Armenteros                                                  | Sentido Armenteros                                                  | Sentido Armenteros                                                  | Sentido Alba de Tormes                                              | Sentido Alba de Tormes                                              | Sentido Alba de Tormes                                              | Sentido Alba de Tormes                                              | Incidencias                                                         |
| Esquema                                                             | PK                                                                  | Velocidad                                                           | Elemento                                                            | Salida                                                              | Salida                                                              | Salida                                                              | Salida                                                              | Elemento                                                            | Velocidad                                                           | Incidencias                                                         |
| Esquema                                                             | PK                                                                  | Velocidad                                                           | Elemento                                                            | Dir.                                                                | Nombre                                                              | Nombre                                                              | Dir.                                                                | Elemento                                                            | Velocidad                                                           | Incidencias                                                         |
| ------------------------------------------------------------------- | ------------------------------------------------------------------- | ------------------------------------------------------------------- | ------------------------------------------------------------------- | ------------------------------------------------------------------- | ------------------------------------------------------------------- | ------------------------------------------------------------------- | ------------------------------------------------------------------- | ------------------------------------------------------------------- | ------------------------------------------------------------------- | ------------------------------------------------------------------- |
|                                                                     | 0,0                                                                 |                                                                     |                                                                     | Piedrahíta                                                          | Piedrahíta                                                          | Piedrahíta                                                          |                                                                     |                                                                     |                                                                     |                                                                     |
| Alba de Tormes Salamanca                                            | 0,0                                                                 |                                                                     |                                                                     |                                                                     |                                                                     |                                                                     |                                                                     |                                                                     |                                                                     |                                                                     |
|                                                                     | 0,7                                                                 |                                                                     |                                                                     |                                                                     | Las Casillas Seminario San Jerónimo Museo Arqueológico Padre Belda  | Las Casillas Seminario San Jerónimo Museo Arqueológico Padre Belda  |                                                                     |                                                                     |                                                                     |                                                                     |
|                                                                     | 4,4                                                                 |                                                                     |                                                                     | Portillo                                                            | Portillo                                                            | Portillo                                                            | Portillo                                                            |                                                                     |                                                                     |                                                                     |
|                                                                     | 5,9                                                                 |                                                                     |                                                                     | ÉJEME                                                               | ÉJEME                                                               | ÉJEME                                                               | ÉJEME                                                               |                                                                     |                                                                     |                                                                     |
|                                                                     | 6,4                                                                 |                                                                     |                                                                     | ÉJEME                                                               | ÉJEME                                                               | ÉJEME                                                               | ÉJEME                                                               |                                                                     |                                                                     |                                                                     |
|                                                                     | 8,8                                                                 |                                                                     |                                                                     | GALISANCHO                                                          | GALISANCHO                                                          | GALISANCHO                                                          | GALISANCHO                                                          |                                                                     |                                                                     |                                                                     |
|                                                                     | 9,2                                                                 |                                                                     |                                                                     | GALISANCHO                                                          | GALISANCHO                                                          | GALISANCHO                                                          | GALISANCHO                                                          |                                                                     |                                                                     |                                                                     |
|                                                                     | 9,6                                                                 |                                                                     |                                                                     | Santa Teresa Fresno Alhándiga                                       | Santa Teresa Fresno Alhándiga                                       | Santa Teresa Fresno Alhándiga                                       | Santa Teresa Fresno Alhándiga                                       |                                                                     |                                                                     |                                                                     |
|                                                                     | 13,7                                                                |                                                                     |                                                                     | Santa Inés                                                          | Santa Inés                                                          | Santa Inés                                                          | Santa Inés                                                          |                                                                     |                                                                     |                                                                     |
|                                                                     | 14,2                                                                |                                                                     |                                                                     | Santa Inés Anaya de Alba                                            | Santa Inés Anaya de Alba                                            | Santa Inés Anaya de Alba                                            | Santa Inés Anaya de Alba                                            |                                                                     |                                                                     |                                                                     |
|                                                                     | 19,0                                                                |                                                                     |                                                                     | GALINDUSTE                                                          | GALINDUSTE                                                          | GALINDUSTE                                                          | GALINDUSTE                                                          |                                                                     |                                                                     |                                                                     |
|                                                                     | 19,7                                                                |                                                                     |                                                                     |                                                                     | Pelayos                                                             | Pelayos                                                             |                                                                     |                                                                     |                                                                     |                                                                     |
|                                                                     | 19,7                                                                | Armenteros                                                          |                                                                     |                                                                     |                                                                     |                                                                     |                                                                     |                                                                     |                                                                     |                                                                     |
|                                                                     | 19,7                                                                | Galisancho Alba de Tormes                                           |                                                                     |                                                                     |                                                                     |                                                                     |                                                                     |                                                                     |                                                                     |                                                                     |
|                                                                     | 20,4                                                                |                                                                     |                                                                     | GALINDUSTE                                                          | GALINDUSTE                                                          | GALINDUSTE                                                          | GALINDUSTE                                                          |                                                                     |                                                                     |                                                                     |
|                                                                     | 31,0                                                                |                                                                     |                                                                     | ARMENTEROS                                                          | ARMENTEROS                                                          | ARMENTEROS                                                          | ARMENTEROS                                                          |                                                                     |                                                                     |                                                                     |
|                                                                     | 31,610                                                              |                                                                     |                                                                     |                                                                     | Horcajo Medianero Gallegos de Solmirón                              | Horcajo Medianero Gallegos de Solmirón                              | Horcajo Medianero Gallegos de Solmirón                              |                                                                     |                                                                     |                                                                     |
|                                                                     | 31,610                                                              | La Tala                                                             |                                                                     |                                                                     |                                                                     |                                                                     |                                                                     |                                                                     |                                                                     |                                                                     |
|                                                                     | 31,610                                                              | Galinduste Alba de Tormes                                           |                                                                     |                                                                     |                                                                     |                                                                     |                                                                     |                                                                     |                                                                     |                                                                     |